# Sagittaire latifoliée
Sagittaria latifolia
Espèce
Classification phylogénétique
Statut de conservation UICN

 LC  : Préoccupation mineure
Sagittaria latifolia, la sagittaire à larges feuilles ou flèche d’eau, est une espèce de plante herbacée de la famille des Alismatacées. C'est une plante originaire d'Amérique qui affectionne les milieux très humides. On l'observe couramment le long des lacs et des rivières. La plante produit des tubercules comestibles.

## Caractéristiques

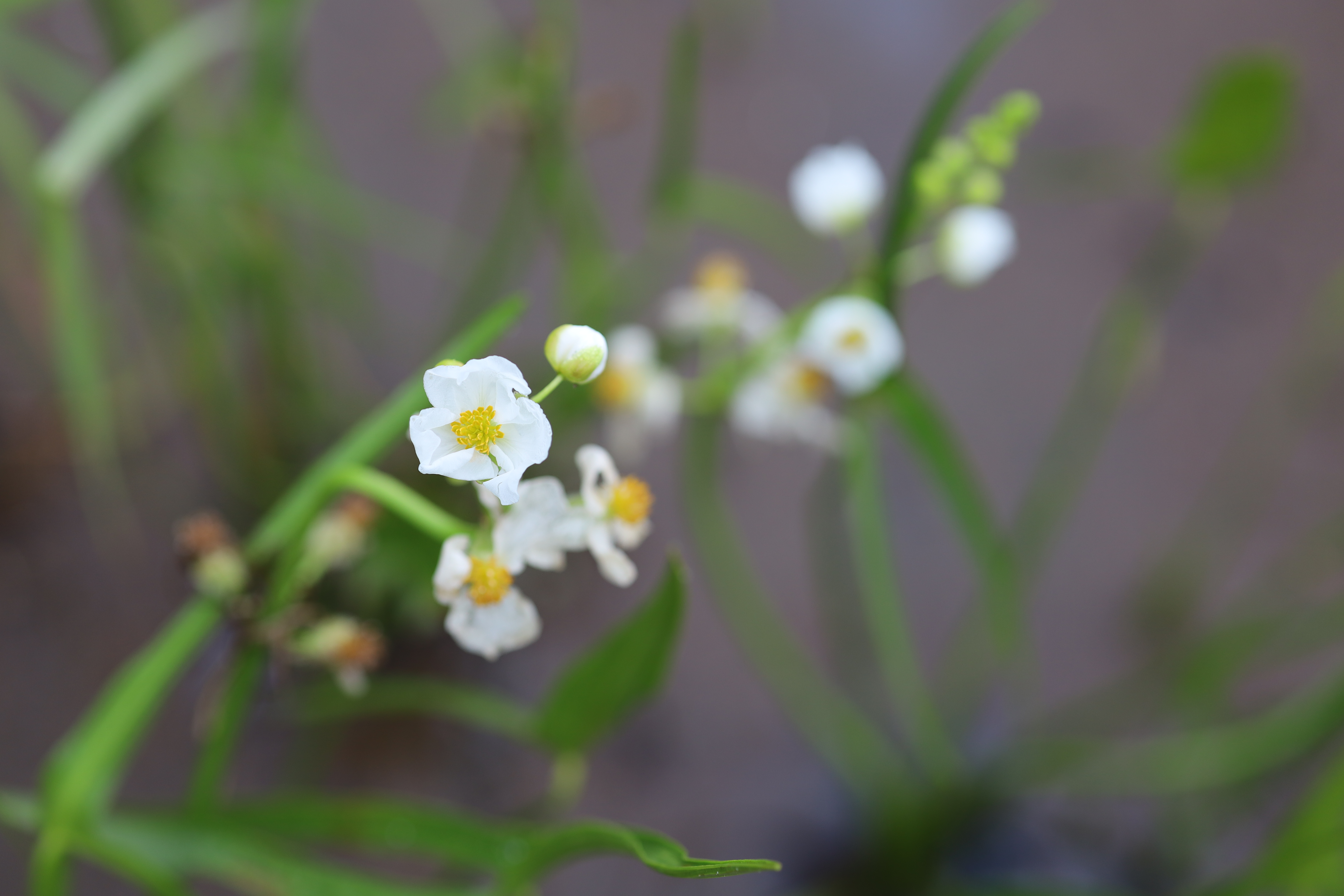
Sagittaria latifolia, Sainte-Anne-de-la-Pérade, Québec, Canada.

La sagittaire latifoliée est une plante de 15 à 100 cm de haut, totalement ou partiellement émergée. La forme des feuilles est variable et elles sont le plus souvent sagittées. L'inflorescence est une grappe simple ou composée se dressant au-dessus du feuillage. D'un blanc pur, les fleurs au bas de l'inflorescence sont pistillées, alors que celles du haut sont staminées. Elles sont souvent regroupées en verticilles. Le fruit est un akène ailé et muni d'un petit bec latéral.

## Utilisation alimentaire
Selon l'ethnobotaniste François Couplan (2009), les rhizomes de Sagittaria latifolia forment à leur extrémité des tubercules mangeables crus, mais meilleurs cuits. Les tubercules de cette espèce comptent parmi les plus gros de ceux des sagittaires.
Connus aux États-Unis sous les noms de wapato, wapatoo ou encore indian potato (pomme de terre indienne), ces tubercules sont un aliment qui fut largement utilisé par les peuples amérindiens du nord pour leur alimentation.
Une fois cuits, ils pouvaient être coupés en tranches mises à sécher puis ainsi conservés, avant d’être éventuellement moulus en farine. Après les avoir récoltés, les Amérindiens pouvaient aussi les écraser en les mélangeant à de l’eau puis, en filtrant ce mélange, séparer les fibres du jus et, par décantation, récupérer une fécule que l’on pouvait alors cuisiner en bouillie, consommer crue ou faire sécher pour la conserver.
Ces tubercules sont plus ou moins gros et nutritifs selon l'âge de la plante, mais aussi selon le moment de la récolte, qui doit idéalement être faite entre l’automne et le printemps. Outre le tubercule, les jeunes pousses étaient aussi consommées.